# 社会的責任
社会的責任（しゃかいてきせきにん、英: social responsibility）とは、市民としての組織や個人は、社会において望ましい組織や個人として行動すべきであるという考え方による責任である。
「社会的責任」の国際規格は、規格番号 ISO 26000 として 2010年11月に発行された。この規格は、規定をしているのではなく、あくまでもガイドである。ISO 26000 は日本語に翻訳され、2012年3月に JIS Z 26000 「社会的責任に関する手引」として制定された。
もともと「企業の社会的責任」と呼ばれていたが、2003年以降、徐々に「社会的責任」に変わりつつある。初めは企業の社会的責任（CSR）が問題になっていたが、現在では対象が企業に限らない全ての組織や個人であると考えられているからである。
組織や個人の行動には、次の性質と社会的責任がある。
- 組織や個人の行動は、単にその単体の効用だけによって測れるものでも、限定されるものでもない。
- 市民としての組織や個人の、社会的業績や法令順守の状態も、行動の結果として当然に現れる。
- 組織や個人は自らのことだけに専念して、他の組織や個人または地域や社会を無視してはならない。
- 組織や個人は、社会において望ましい組織や個人として行動すべきである